# 切斯塔蒂 (喬治亞州)
切斯塔蒂（英語：Chestatee）是位於美國喬治亞州福賽斯縣的一個非建制地區。該地的面積和人口皆未知。

## 地理
切斯塔蒂的座標為34°17′39″N 83°59′59″W / 34.29417°N 83.99972°W，而該地的平均海拔高度為385米（即1263英尺）。